# Bonaventure (1567)
Bonaventure – (także Elizabeth Bonaventure) angielski trójmasztowy galeon przejęty przez Royal Navy w 1567 roku, za panowania królowej Elżbiety I. Brał udział w walkach z hiszpańską Wielką Armadą w 1588 roku.

## Historia
„Bonaventure” został w 1567 roku zakupiony przez Royal Navy od Waltera Jobsona za 2230 funtów. W 1581 roku okręt został zmodernizowany, przebudowano jego górny pokład. W tym czasie waga jego salwy burtowej wynosiła 105,2 kg . 
W 1585 roku wraz z grupą okrętów, którym dowodził Francis Drake brał udział w ekspedycji przeciwko siłom hiszpańskim w rejonie Karaibów. W 1587 roku „Bonaventure” jako okręt flagowy dowodzony przez Francisca Draka, wraz z 25 innymi okrętami, wziął udział w zakończonym sukcesem atakiem na bazę hiszpańskiej floty w Kadyksie. W 1588 roku brał udział w walkach z Wielką Armadą, gdzie po bitwie pod Gravelines, uczestniczył w pościgu za hiszpańskimi okrętami. W 1595 roku uczestniczył w wyprawie na Karaiby, w 1597 roku na Azory .
Okręt został rozebrany w 1611 roku .